# Sportitalia Live 24
Sportitalia Live 24 (noto come SI Live 24) è stato un canale televisivo sportivo italiano a diffusione nazionale che trasmette via internet e tramite HbbTV.

## Storia
Nato come gemmazione dalla sorella Sportitalia all'inizio di settembre 2005 con il nome di SI Live 24 diventando poi nel 2007 Sportitalia 24.
Da sabato 5 aprile 2008 Sportitalia 24 è stato visibile anche in streaming sul sito ufficiale dell'emittente.
Dal 9 gennaio 2009, Sportitalia e Sportitalia 24 (non rientrando nella graduatoria relativa all'assegnazione del 40% della capacità trasmissiva dei multiplex nazionali) hanno cessato le trasmissioni sul mux Mediaset 2 trasferendosi nel mux TIMB 1.
Dal 10 marzo 2009 Sportitalia 24 è entrato a far parte della piattaforma Sky Italia sul canale 226.
Dal 21 agosto 2009 il canale ha cambiato nome in Sportitalia 2. Dai primi di novembre dello stesso anni, Sportitalia e Sportitalia 2 trasmettono vari eventi in 16:9. Durante queste trasmissioni, tuttavia, non viene attivato il corretto flag.
Dal 14 febbraio 2011 il canale Sportitalia 2 ha cambiato multiplex sul digitale terrestre. Tivuitalia società di Screen Service si è aggiudicata un contratto per trasmettere sulle proprie frequenze per due anni i canali di Sportitalia.
Dal 7 dicembre 2011 i canali Sportitalia 1 e Sportitalia 2 sono stati inseriti nel mux TIMB 2 solo dove è già avvenuto lo switch-off mentre dal 12 dicembre 2011 sono visibili per tutti sempre sul mux TIMB 2.
Il 5 giugno 2012 i canali Sportitalia 1, Sportitalia 2 e Sportitalia 24 sono stati rimossi dal mux TivuItalia.
Il 1º novembre 2013 a mezzanotte i canali Sportitalia 1, Sportitalia 2 e Sportitalia 24 sono stati chiusi e sostituiti dai nuovi canali del gruppo LT Multimedia Sport Uno, Sport Due, Sport Tre che a loro volta sono stati chiusi il 20 febbraio 2014. Attualmente sul digitale terrestre le numerazioni usate dai canali Sportitalia sono utilizzate da canali editi dalla GM Comunicazione: Travel TV (LCN 61) e Donna TV (LCN 62).
Sportitalia 2 è stata l'ultima delle tre reti ad attuare lo Switch-off, e ha offerto gli ultimi secondi di trasmissione targata Sportitalia, con il servizio della conferenza stampa dell'allenatore del Milan Massimiliano Allegri.
Il 1º luglio 2019, quasi 6 anni dopo la chiusura, l'emittente torna in onda come SI Live 24, esclusivamente in streaming via web e in modalità HbbTV sulle Smart TV abilitate. Il 16 agosto 2024 alle 17:30 l'emittente cessa le trasmissioni per dare spazio a Primavera TV un canale che trasmette le partite del campionato di Primavera 1.

## Programmi
Gran parte della giornata era ed è dedicata tuttora alle notizie: alcune ore sono occupate da repliche di programmi di Sportitalia, ma non di rado vi sono delle dirette di eventi (come l'Euroleague di basket che sarebbe stata trasmessa fino al 2015). L'emittente prima della chiusura nel 2013 trasmetteva anche dei magazine dedicati allo sport e alcune televendite di prodotti gestite dalla sammarinese Puntoshop.

## Loghi

1° settembre 2005 - 1° settembre 2007
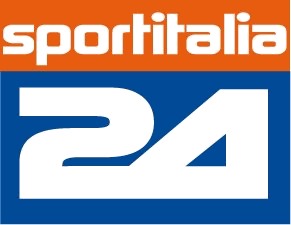
1° settembre 2007 - 21 agosto 2009
21 agosto 2009 - 1º novembre 2013
In uso dal 1º luglio 2019

## Ascolti

### Share 24h* di Sportitalia 2[2]
|      | Gennaio | Febbraio | Marzo | Aprile | Maggio | Giugno | Luglio | Agosto | Settembre | Ottobre | Novembre | Dicembre | Media anno |
| ---- | ------- | -------- | ----- | ------ | ------ | ------ | ------ | ------ | --------- | ------- | -------- | -------- | ---------- |
| 2011 | N.R.    | N.R.     | N.R.  | N.R.   | N.R.   | N.R.   | 0,09%  | 0,06%  | 0,05%     | 0,05%   | 0,05%    | 0,08%    |            |
| 2012 | 0,11%   | 0,09%    | 0,10% | 0,09%  | 0,11%  | 0,10%  | 0,12%  | 0,12%  | 0,09%     | 0,09%   | 0,08%    | 0,09%    |            |
| 2013 | 0,10%   | 0,09%    | 0,08% | 0,08%  | 0,08%  | 0,11%  | 0,11%  | 0,14%  | 0,09%     | 0,08%   | chiuso   |          |            |

*Giorno medio mensile su target individui 4+